# Lac-Delage
Lac-Delage ist eine Gemeinde im Süden der kanadischen Provinz Québec. Sie liegt in der Verwaltungsregion Capitale-Nationale, etwa 30 km nordwestlich des Zentrums der Provinzhauptstadt Québec. Lac-Delage gehört zur regionalen Grafschaftsgemeinde (municipalité régionale du comté) La Jacques-Cartier, hat eine Fläche von 1,59 km² und zählt 638 Einwohner (Stand: 2016).

## Geographie
Lac-Delage liegt inmitten der bewaldeten südlichen Ausläufer der Laurentinischen Berge. Das Gemeindegebiet umschließt den gleichnamigen See Lac Delage (zur Unterscheidung ohne Bindestrich geschrieben), wobei sich der Ort am nördlichen Ufer befindet. Der See hat eine Fläche von 49 Hektar und ist 26 Meter tief. Entwässert wird er durch den Rivière Delage, der nach einem halben Kilometer in den Lac Saint-Charles fließt, dem Quellsee des Rivière Saint-Charles. Nachbargemeinden sind Stoneham-et-Tewkesbury im Norden und Osten sowie Québec im Süden und Westen.

## Geschichte
Der Lac Larron, so der frühere Name des Sees, lag während der Zeit der französischen Herrschaft am so genannten Jesuitenpfad (sentier des Jésuites). Dieser Weg, den vor allem Pelzhändler und Jesuiten-Missionare nutzten, verband die Stadt Québec mit der Region um den nördlich gelegenen Lac Saint-Jean. Der See war Teil der Seigneurie Saint-Ignace, das Gebiet blieb jedoch ungenutzt.
Dies änderte sich zunächst auch nicht, als zu Beginn des 19. Jahrhunderts britische Einwanderer die Gegend besiedelten und in der Nähe das Dorf Stoneham gründeten. Grund dafür war, dass die steilen Hänge rund um den See ungünstig für die Landwirtschaft waren. In den 1850/1860er Jahren lebte der Maler Cornelius David Krieghoff in einer Hütte am Ufer und fertigte mehrere Gemälde mit dem See als Motiv an. Um die Wende vom 19. zum 20. Jahrhundert entstand am See die Rockland Farm, eine Sommerfrische für gehobene Ansprüche, die einem traditionellen Bauernhof nachempfunden war. Mit der Eröffnung eines Skihangs im Jahr 1940 wurde die Saison auch auf den Winter ausgedehnt, acht Jahre später entstand eine Zufahrtsstraße.
Im Zuge der rasch voranschreitenden Suburbanisierung der 1950er Jahre zeigte die Immobiliengesellschaft Delrano Interesse an der Umgebung des Lac Larron. 1959 genehmigte die Legislativversammlung ein Gesetz zur Gründung von Lac-Delage. Der Name war ein Vorschlag von Premierminister Maurice Duplessis, der damit den zwei Jahre zuvor verstorbenen Politiker Cyrille Fraser Delâge ehren wollte. Das Gebiet der neuen Stadt, die im Endausbau 3000 Einwohner zählen sollte, setzte sich aus Teilen der Gemeinden Stoneham-et-Tewkesbury und Lac-Saint-Charles zusammen. Die ersten Häuser im Chaletstil entstanden ab 1963. Aufgrund der Übersättigung des Immobilienmarkts verlangsamte sich die Entwicklung ab Mitte der 1970er Jahre deutlich, der angestrebte Vollausbau konnte nicht annähernd erreicht werden. Seit 2002 gehört Lac-Delage zum Zweckverband Communauté métropolitaine de Québec.

## Bevölkerung
Gemäß der Volkszählung 2011 zählte Lac-Delage 598 Einwohner, was einer Bevölkerungsdichte von 393,4 Einw./km² entspricht. 94,9 % der Bevölkerung gaben Französisch als Hauptsprache an, der Anteil des Englischen betrug 1,7 %. Als zweisprachig (Französisch und Englisch) bezeichneten sich 0,5 %, auf andere Sprachen und Mehrfachantworten entfielen 2,9 %. Ausschließlich Französisch sprachen 50,0 %. Im Jahr 2001 waren 92,1 % der Bevölkerung römisch-katholisch, 2,2 % protestantisch und 5,7 % konfessionslos.

## Verkehr und Wirtschaft
Lac-Delage ist über Nebenstraßen mit Stoneham-et-Tewkesbury und mit der Stadt Québec verbunden. Einziger bedeutender Arbeitgeber ist das Ferienresort Manoir du Lac Delage.